# Tenchu: Fatal Shadows
Tenchu: Fatal Shadows (天誅 紅 ()) est un jeu vidéo d'infiltration développé par K2 et édité par Sega aux États-Unis et en Europe, et édité par From Software au Japon. Le jeu est sorti sur Playstation 2 le 22 juillet 2004 au Japon, le 15 février 2005 aux États-Unis et le 6 mai 2005 en Europe. Le jeu est ensuite adapté sur PlayStation Portable et sort au Japon le 28 janvier 2010 sous le titre Tenchu Kurenai Portable (忍者活劇 天誅 紅 Portable).

## Personnages

### Personnages principaux
- Ayame

Elle est membre du clan Azuma. Pendant les événements du jeu, Ayame patrouillait à la frontière du territoire du seigneur Gohda, lorsqu'elle tomba fortuitement sur un village ravagé par le feu à la frontière du royaume du seigneur Mei-Oh. Au début de l'intrigue, Rin la considère comme une ennemie, mais les deux combattantes de l'ombre s'allient finalement pour découvrir qui a détruit le village.
- Rin

C'est une jeune kunoichi qui s'est entraîné à l'art de l'assassinat. Elle est née et a grandi dans un petit village de ninja, à la frontière de « Hagakure ». Après que ce village a été détruit, Rin a cherché à venger les villageois morts, en travaillant comme assassin pour « Lady Razor » Ogin. Elle rencontra alors sur son chemin Ayame. La prenant dans un premier temps pour une ennemie, elle se rend par la suite compte que ce n'est pas elle qui a incendié son village. Toutes deux décident donc de s'allier afin de venger la famille de Rin.

### Les assassins Kuroya
- Futaba
- Hitoha
- Jyuzou
- Ranzou
- Shou
- Shinogi

### Autres personnages
- Katsuragi
- Kichigoro
- Nasu
- Ogin
- Tatsukichi

## Accueil
| Sites         | Notes  |
| ------------- | ------ |
| Metacritic    | 58/100 |
| Jeuxvideo.com | 14/20  |
| Jeuxactu.com  | 12/20  |
| IGN.com       | 6.5/10 |
| Gamekult      | 5/10   |
| Eurogamer     | 4/10   |